# 教場
『教場』（きょうじょう）は、長岡弘樹による警察学校を舞台とした日本の警察小説シリーズ。既刊は連作短編集5巻、長編1巻。「教場」とは、警察学校における「クラス」のこと。
2020年よりテレビドラマ化されている（詳細は「教場 (テレビドラマ)」を参照）。
2026年公開で映画プロジェクトが始動していることが明かされた。

## 作品の評価
第1作『教場』は『週刊文春ミステリーベスト10 2013年』にて第1位に、『このミステリーがすごい! 2014年版』にて第2位にランクインした。小学館の公式サイトでは推理小説として分類しているが、警察「学校」が舞台ということから学園小説として評価する者もいる。
「警察学校は、優秀な警察官を育てるための機関ではなく、適性のない人間をふるい落とす場である」。過酷な警察学校を舞台に生徒たちの成長を描く物語であると同時に、観察力に長けた教官が極限状態で生徒たちが抱いた邪（よこしま）な思惑を暴いていくミステリで、見込みのある者をより成長させていく教師の物語としても評価が高い。『マークスの山』で警察官同士の足の引っ張り合いを描いた高村薫、『陰の季節』で警務課の人間を主人公にした横山秀夫、『隠蔽捜査』でキャリアの視点から警察組織を描いた今野敏など、多くの作家によって発展してきた警察小説に新たなジャンルを開拓した作品としても評価されている。

## あらすじ
警察学校初任科第九十八期短期過程に入校した生徒たちを待ち受けていたのは、冷厳な教官・風間公親だった。半年に渡る過酷な訓練と授業、厳格な規律、外出不可という環境の中で、些細なミスも見抜いてしまう風間に睨まれたら最後、即日退校が待っている。生徒たちは、果たして厳しい警察学校で生き残り、警察官になることが出来るのか？

## 登場人物

### 風間教場
担当教官
風間公親（かざま きみちか）
T県の警察学校の教官。
40代半ばで警察学校に異動後、初任科第94期短期課程の担当教官を務める（第6作『新・教場』）。
50代のとき、初任科第98期短期課程で病気のため休職した植松に代わり、途中から担当教官になる（第1作『教場』）。
白髪、右目は義眼。道場の裏手にある花壇で百日草をマメに世話している。地域警察の授業を担当する。物腰が柔らかく、学生を恫喝するようなことはしない。観察力に優れ、学生の動向を良く見ている。
警察学校に来る前は、T県警本部刑事部で刑事指導官をしていた（第3作『教場0 刑事指導官・風間公親』）。「風間道場」と呼ばれる育成システムで、多くの優秀な刑事を育てた。
須賀（すが）
初任科第98期短期課程〈風間教場〉の副担任（第1作『教場』）。体重120kg。武道（柔道・剣道）専任教官。柔道6段。些細なことで学生に手を上げる暴力教官。
朝永恩美（ともなが めぐみ）
初任科第100期短期課程〈風間教場〉の助教（第2作『教場2』）。31歳の巡査部長。逮捕術の授業を担当する。須賀ほどではないが、暴力的。
平優羽子（たいら ゆうこ）
初任科第102期短期課程〈風間教場〉の助教（第4作『風間教場』）。刑事課から警察学校へ自らの希望で異動をしてきた。耳の早い友人を多く持ち、校内屈指の情報通。
過去にD署から風間道場に入門し、風間の指導を受けていた（第3作『教場0 刑事指導官・風間公親』）。

初任科第98期短期課程〈風間教場〉の学生
第1作『教場』に登場。入学時41名（そのうち、女子は6名）、物語開始時の5月下旬時点で4人が辞退し37名になっている。
宮坂定（みやさか さだむ）
四班。運転免許を取ったばかりのころ、人通りの少ない場所で交通事故を起こし、助からないかもしれないと思っていたところを、地元の駐在所警官に助けられ、警察官を目指すようになった。親に猛反対され、一度は小学校の教職に就いた。
平田和道（ひらた かずみち）
三班。転職組で、以前は外食チェーンを経て、ビルの管理会社のデスクワークをしていたが、いずれも辛くて辞めている。父親は宮坂を助けた、駐在所の警察官。
都築耀太（つづき ようた）
三班。ポーカーフェイスで感情をあまり見せない。成績優秀で、何事もそつなくこなす。配属希望は防犯。
楠本しのぶ（くすもと しのぶ）
三班 班長。26歳。女子の中で最も小柄な体格。元インテリアコーディネーター。似顔絵クラブ所属。保健委員。2年前に婚約者の和馬を亡くしている。取り調べ技術が高いと評される。
岸川沙織（きしかわ さおり）
しのぶと最も親しい。女子の中で最も大柄な体格。24歳。似顔絵クラブ所属。
鳥羽暢照（とば のぶてる）
幼いころから白バイ隊員に憧れており、人や物の移動速度を言い当てる能力を身に付けた。書道クラブ所属。
稲辺隆（いなべ たかし）
童顔。剣道2段。隙間から部屋に入り込んでくるアリが共通点で鳥羽と親しくなった。
由良求久（ゆら もとひさ）
自動車狂。希望部署は自動車警ら隊。陶芸クラブ所属。協調性がなく、教場の鼻つまみ者で、皆から無視されている。スズメバチに刺されたことがあり、アナフィラキシーショックを過度に恐れている。
日下部准（くさかべ じゅん）
32歳。2年前にC級ボクサーライセンスを返上した元プロボクサー。級長を務める。同い年の妻と3歳の娘がいる。学科の成績が芳しくない。
樫村巧実（かしむら たくみ）
必要としている様々なもの（制服のボタンなどの備品）を物々交換してくれるため、陰で調達屋と呼ばれる。
安岡学（やすおか まなぶ）
ふっくらとした頬が特徴的。追跡（トラッキング）が得意。身長161cm、体重49kgで、採用試験の体格制限をぎりぎりでクリアしている。

初任科第100期短期課程〈風間教場〉の学生
第2作『教場2』に登場。物語開始時の4月下旬時点で38名（そのうち、女子は7名）。
桐沢篤（きりさわ あつし）
27歳。医学部出身という異色の経歴を持つ。綽名は「ドクター」。OA実習担当委員。
南原哲久（なんばら てつひさ）
26歳。肥満気味の体格で童顔。蛞蝓を連想させる風貌。射撃の授業を得意とする。
忍野宗友（おしの むねとも）
音楽クラブに所属しハーモニカを演奏する。幼少時に保護された経験があり感謝の念から警察官を志す。
坂根千亜季（さかね ちあき）
音楽クラブに所属しクラリネットと木琴を演奏する女子生徒。
堂本真佐丈（どうもと まさたけ）
高校時代からラグビーでスタンドオフを務めていた筋骨隆々の男子生徒。
津木田卓（つきた すぐる）
水泳の授業を苦手とする。父親は大工を営む。
秦山達樹（はたやま たつき）
前職は不動産会社の営業。胴が長く足が短い体形で、制服姿がサマにならない。機械的な声を出し、アスパラガスが苦手。
菱沼羽津希（ひしぬま はづき）
警察一家の出身。容姿に自信があり、警察学校の広告塔的な役割を期待されると自他共に認める。
枝元佑奈（えだもと ゆうな）
学生時代は女子レスリングで活躍した。実家は老舗旅館を営む。聴覚障害者の宿泊客を接客した経験から手話を練習している。
仁志川鴻（にしかわ こう）
レクリエーション備品担当委員。卒業後の進路に刑事課を志望している。
能木毅人（のぎ たけひと）
採用試験の成績は抜群だったが、身長は風間教場の男子で二番目に低い。防犯畑を志望する。実家はホームセンターを営む。
美浦亮真（みうら りょうま）
暴力的な行為を苦手とする。新卒での就職に挫折し長らく警備員を務めていた。警察官になった理由は「警官に文句がある」から。そのことからつけられた綽名は「ウラミ」。

初任科第101期短期課程〈風間教場〉の学生
第4作『風間教場』の回想として登場する。
紀野理人（きの まさと）
卒業時25歳。学生ラグビー出身で俊足。仲間を大事にし情にほだされやすく理性的な判断力に欠けるところがあったが、どうにか卒業を果たす。卒業後は近隣のK署に配属になった。

初任科第102期短期課程〈風間教場〉の学生
第4作『風間教場』に登場。入学時37名（そのうち、女子は7名）。
漆原透介（うるしばら とうすけ）
私立大学経済学部卒。漢字能力検定2級。時間の管理に甘い。
伊佐木陶子（いさき とうこ）
父親と叔父がともに県警幹部。男兄弟のない一人娘で家族の期待のもとに警察学校に入校した。頭は切れるが内気な性格。徐々に成績不振をきたし、拳銃操法の授業では学級で唯一発砲が出来なくなってしまう。
杣利希斗（そま りきと）
母親が県警幹部で大学4年生の妹も警察官志望。責任感が強い性格。ごく簡単な問題に答えられないかと思えば鋭い観察力を発揮するときもあり、掴みどころがない。物置小屋の管理担当をしていた週に物品の紛失が発生してしまう。
兼村昇英（かねむら しょうえい）
文章が上手く英語も堪能。大学では「マスメディア経営論」のゼミや「新聞放送研究会」サークルに所属する。大学卒業後2年間塾の講師として勤務した後に警察学校に入校する。「注意報告書」で物品紛失の報告を行う。
比嘉太偉智（ひが たいち）
大学時代に柔道で活躍し、性格は直情径行型。ライフセーバーの資格を持つ。「注意報告書」に恋愛の話題を書くなどして助教を困らせる。

### 風間道場
T県内にある各警察署のキャリア3ヵ月の刑事の中から、選ばれた1名が県警本部の捜査一課強行班係に派遣され、約3ヵ月間、風間の指導を受けながら捜査一課が担当する事件を捜査する。道場を卒業後は元の署に戻され、次の刑事が派遣される。県警本部長が発案したこの育成システムを通称「風間道場」、指導を受ける刑事のことを「門下生」と呼ぶ。
風間道場の門下生
第3作『教場0 刑事指導官・風間公親』に登場。
瓜原潤史（うりはら じゅんじ）
県北部のN署から風間道場に入門する。道場に入る前、散髪に行くことより刑事講習の参考書を読み返すことを優先したため、髪が伸びている。
折本直哉（おりもと なおや）
26歳。県北西部のK署から風間道場に入門する。柔道で耳が変形し、カリフラワーイヤーとなる。
荒城達真（あらき たつま）
県中央部のS署から風間道場に入門する。胃が痛いのを我慢して、殺人事件の現場に臨場する。
早坂すみれ（はやさか すみれ）
県北東部のF署から風間道場に入門する。他の人からは勘がいいと評価されている。
大里翔子（おおさと しょうこ）
県南端のY署から風間道場に入門する。理学部地球科学科を卒業している。
第5作『教場X 刑事指導官・風間公親』に登場。
鐘羅路子（かねら みちこ）
中古品アレルギーで、他人が使用したものに対してくしゃみや鼻水などのアレルギー反応を起こしてしまう。
下津木崇人（しもつぎ たかひと）
刑事なのに、人の言うことを信じてしまう所がある。
中込兼児（なかごめ けんじ）
荒城と同じく、風間に胃の痛みを訴える。
隼田聖子（はやた せいこ）
32歳。殺人現場にいた顔見知りの所轄署の若手に比べると、遅めの刑事拝命だと思っている。シングルマザーで息子がいる。
紙谷朋浩（かみや ともひろ）
県北の中規模署から県警本部捜査一課に引き抜かれ、同時に風間道場の門下生にも選ばれてしまう。

### その他
教官
植松（うえまつ）
初任科第98期短期課程の当初の担当教官（第1作『教場』）。些細なことですぐに怒鳴る鬼教官。肺炎で入院し、休職する。
服部（はっとり）
男性教官。指示棒で黒板や学生の手を叩く。口調は丁寧だが性格は陰険。
四方田秀雄（よもた ひでお）
校長。逆三角形の顔をした小柄な男。
久光成延（ひさみつ しげのぶ）
初任科第102期短期課程からの校長（第4作『風間教場』）。東北出身で学生時代は水球をやっており、校長となった今でもプールで体を鍛えることを好む。
新関（にいぜき）
法医学の担当教官。
その他
貞方（さだかた）
警部補。県警特別救助班 P-REX隊員。パワハラ教官。
尾崎（おざき）
寮兄。巡査部長。36歳。樫村とは同じ大学の先輩後輩。度々差し入れを持って警察学校にやって来る。
神林（かんばやし）
警部補。運転技術講習会の講師として県警本部交通機動隊からやってくる。威圧的かつ暴力的な人間が多い教官の中で、珍しくユーモアのある温厚な人物。
又吉（またよし）
警部補。鑑識捜査の講師として科警研からやってくる。

## シリーズ一覧
教場
シリーズ第1作。連作短編集。第98期初任科短期課程の風間教場。
- 収録作品：職質 / 牢問 / 蟻穴 / 調達 / 異物 / 背水
- 初出：『STORY BOX』vol.1（2009年9月）、vol.4、vol.5、vol.8、vol.11、vol.14、vol.17、vol.18（2011年2月）「初任」を改題
- 単行本：2013年6月19日発売、小学館、ISBN 978-4-09-386355-1
- 文庫本：2015年12月8日発売、小学館文庫、ISBN 978-4-09-406240-3

教場2
シリーズ第2作。連作短編集。第100期初任科短期課程の風間教場。
- 単行本：2016年2月23日発売、小学館、ISBN 978-4-09-386435-0
- 文庫本：2017年12月6日発売、小学館文庫、ISBN 978-4-09-406479-7

| タイトル | 初出                      |
| -------- | ------------------------- |
| 創傷     | 『STORY BOX』2014年9月号  |
| 心眼     | 『STORY BOX』2014年12月号 |
| 罰則     | 『STORY BOX』2015年3月号  |
| 敬慕     | 『STORY BOX』2015年7月号  |
| 机上     | 『STORY BOX』2015年10月号 |
| 奉職     | 『STORY BOX』2016年1月号  |

教場0 刑事指導官・風間公親
シリーズ第3作。連作短編集。風間が警察学校の教官になる前、捜査一課にいたころの話。
- 単行本：2017年9月16日発売、小学館、ISBN 978-4-09-386478-7
- 文庫本：2019年11月6日発売、小学館文庫、ISBN 978-4-09-406710-1、解説：三橋曉

| タイトル         | 初出                                             |
| ---------------- | ------------------------------------------------ |
| 仮面の軌跡       | 『STORY BOX』2014年6月号                         |
| 三枚の画廊の絵   | 『STORY BOX』2017年3月号                         |
| ブロンズの墓穴   | 『STORY BOX』2016年9月号、「百度を踏む男」を改題 |
| 第四の終章       | 『STORY BOX』2016年6月号、「二重舞台」を改題     |
| 指輪のレクイエム | 『STORY BOX』2016年12月号、「償い」を改題        |
| 毒のある骸       | 『STORY BOX』2017年6月号                         |

風間教場
シリーズ第4作。長編。第102期初任科短期課程の風間教場。
- 初出：『STORY BOX』2018年8月号、11月号、2019年2月号、5月号、8月号、11月号
- 単行本：2019年12月18日発売、小学館、ISBN 978-4-09-386563-0
- 文庫本：2020年12月8日発売、小学館文庫、ISBN 978-4-09-406852-8

教場X 刑事指導官・風間公親
シリーズ第5作。連作短編集。風間が捜査一課にいたころの話。『教場0』の後。
- 単行本：2021年8月27日発売、小学館、ISBN 978-4-09-386615-6
- 文庫本：2022年12月6日発売、小学館文庫、ISBN 978-4-09-407204-4、解説：大矢博子

| タイトル   | 初出                                              |
| ---------- | ------------------------------------------------- |
| 硝薬の裁き | 『STORY BOX』2020年7月号、「復讐処方箋」を改題    |
| 妄信の果て | 『STORY BOX』2020年9月号                          |
| 橋上の残影 | 『STORY BOX』2020年4月号、「屋上の残影」を改題    |
| 孤独の胎衣 | 『STORY BOX』2021年1月号                          |
| 闇中の白霧 | 『STORY BOX』2020年11月号、「闇の中の白霧」を改題 |
| 仏罰の報い | 『STORY BOX』2021年3月号                          |

新・教場
シリーズ第6作。連作短編集。第94期初任科短期課程の風間教場。
- 単行本：2023年3月15日発売、小学館、ISBN 978-4-09-386679-8
- 文庫本：2025年7月4日発売、小学館、ISBN 978-4-09-407473-4

| タイトル         | 初出                                          |
| ---------------- | --------------------------------------------- |
| プロローグ       | 書き下ろし                                    |
| 鋼のモデリング   | 『STORY BOX』2021年7月号                      |
| 次代への短艇     | 『STORY BOX』2021年10月号、「約束の指」を改題 |
| 殺意のデスマスク | 『STORY BOX』2021年12月号                     |
| 隻眼の解剖医     | 『STORY BOX』2022年3月号                      |
| 冥い追跡         | 『STORY BOX』2022年5月号                      |
| カリギュラの犠牲 | 『STORY BOX』2022年7月号                      |
| エピローグ       | 書き下ろし                                    |

新・教場2
シリーズ第7作。連作短編集。第95期初任科短期課程の風間教場。
- 単行本：2025年8月6日発売、小学館、ISBN 978-4-09-386762-7

| タイトル       | 初出                         |
| -------------- | ---------------------------- |
| プロローグ     | 『STORY BOX』2023年5月号     |
| 会意のトンネル | 『STORY BOX』2023年5月号     |
| 不作為の鏡     | 『STORY BOX』2023年7月号     |
| 遺恨の経路     | 『STORY BOX』2023年9月号     |
| 黒白の極性     | web『STORY BOX』2024年2月号  |
| 犯意の影法師   | web『STORY BOX』2023年12月号 |
| 金盞花の迷い   | web『STORY BOX』2024年4月号  |
| エピローグ     | 書き下ろし                   |

## オーディオブック
audiobook.jp（旧FeBe）版
第1作『教場』が2018年1月29日より配信。
- 風間公親：浅科准平
- 宮坂定：徳武竜也
- 楠本しのぶ：櫻庭有紗
- 鳥羽暢照：兼政郁人
- 日下部准：喜多田悠
- 由良求久：加古将基
- 都築耀太：川上晃二
- 橋本晃太朗
- 石井孝英
- 横山遵
- 秋山絵理
- ナレーター：岩崎了

第2作『教場2』が2023年5月6日より配信。
- ナレーター：浅科准平、山盛由果、岩崎了

audible版
シリーズ第1作『教場』が2020年3月13日、第2作『教場2』が2020年4月10日より配信。前述のシリーズ第1作・第2作より先に第3作『教場0 刑事指導官・風間公親』が2019年12月24日より配信。第4作『風間教場』が2020年1月31日、第5作『教場X 刑事指導官・風間公親』が2023年3月31日より配信。全て遠藤純平によるナレーション。

## テレビドラマ
フジテレビ系列にてテレビドラマ化されている。脚本は君塚良一、主演は木村拓哉。
2020年1月4日・1月5日に『教場』、2021年1月3日・1月4日に『教場II』がSPドラマとして放送された。2023年4月10日から6月19日まで、同局系「月9」枠にて『風間公親-教場0-』が連続ドラマとして放送された。同年6月26日には、特別編が放送された。

## 漫画
みどりわたるによるコミカライズ版が『ビッグコミックスピリッツ』（小学館）にて、2021年3・4合併号より2022年1号まで連載された。
- 長岡弘樹（原作）・みどりわたる（漫画）『教場』小学館〈ビッグコミックス〉、全5巻
  1. 2021年6月30日発売[33]、ISBN 978-4-09-861039-6
  2. 2021年6月30日発売[34]、ISBN 978-4-09-861098-3
  3. 2021年8月27日発売[35]、ISBN 978-4-09-861123-2
  4. 2021年10月29日発売[36]、ISBN 978-4-09-861169-0
  5. 2022年1月28日発売[37]、ISBN 978-4-09-861235-2